# النور پارکر
النور جین پارکر (به انگلیسی: Eleanor Jean Parker)، (زاده ۲۶ ژوئن ۱۹۲۲ – درگذشته ۹ دسامبر ۲۰۱۳) بانوی بازیگر سینمای هالیوود بود. پارکر سه بار در سال‌های ۱۹۵۱، ۱۹۵۲ و ۱۹۵۶ نامزد دریافت اسکار شده بود. او برای بازی در نقش بارونس در فیلم آوای موسیقی (در ایران: اشک‌ها و لبخندها) شهرت دارد.

## زندگی
النور پارکر در ۲۶ ژوئن ۱۹۲۲ در سیدارویل، اوهایو زاده شد. سپس به همراه خانواده به کلیولند شرقی نقل مکان کرد و در همان‌جا دوره دبیرستان را به اتمام رساند. او کار خود را در اوایل دهه ۱۹۴۰ با بازی در نقش‌های کوچک آغاز کرد و در سال ۱۹۴۶ نخستین نقش اصلی اش را بازی کرد. پارکر از آن پس یکی از چهره‌های سرشناس هالیوود شد و در کنار بازیگرانی چون چارلتون هستون، رابرت تیلور و کرک داگلاس بازی کرد.
با این حال به یاد ماندنی‌ترین فیلمی که او بازی کرده، اشک‌ها و لبخندها در سال ۱۹۶۵ بود.
آخرین نقش آفرینی او به سال ۱۹۹۱ بازمی‌گردد که در یک فیلم تلویزیونی بازی کرد.

کریستوفر پلامر، هم بازی او در فیلم اشک‌ها و لبخندها دربارهٔ او گفت: «یکی از زیباترین زنانی بود که می‌شناختم، هم از نظر شخصیتی و هم از نظر ظاهری.»
او گفت: «به سختی می‌توانم این خبر غم‌انگیز را باور کنم، فکر می‌کردم جادو شده و برای همیشه زنده می‌ماند.»
ریچارد گیل، دوست خانوادگی او گفت که پارکر روز دوشنبه ۹ دسامبر ۲۰۱۳ در اثر ابتلا به بیماری ذات الریه در ۹۱ سالگی در پالم اسپرینگز، کالیفرنیا درگذشت.

## بخشی از فیلمشناسی
- مأموریت به مسکو (۱۹۴۳)
- آتلانتیک سیتی (۱۹۴۴)
- جرم شبانه (۱۹۴۴)
- ناهارخوری هالیوود (۱۹۴۴)
- در زنجیر (۱۹۵۰)
- سه راز (۱۹۵۰)
- والنتینو (۱۹۵۱)
- داستان بازرس (۱۹۵۱)
- مرد بازو طلایی (۱۹۵۵)
- ترانه منقطع شده (۱۹۵۵)
- شاه و چهار ملکه (۱۹۵۶)
- خیابان مدیسون (۱۹۶۱)
- اشک‌ها و لبخندها (۱۹۶۵)
- اسکار (۱۹۶۶)

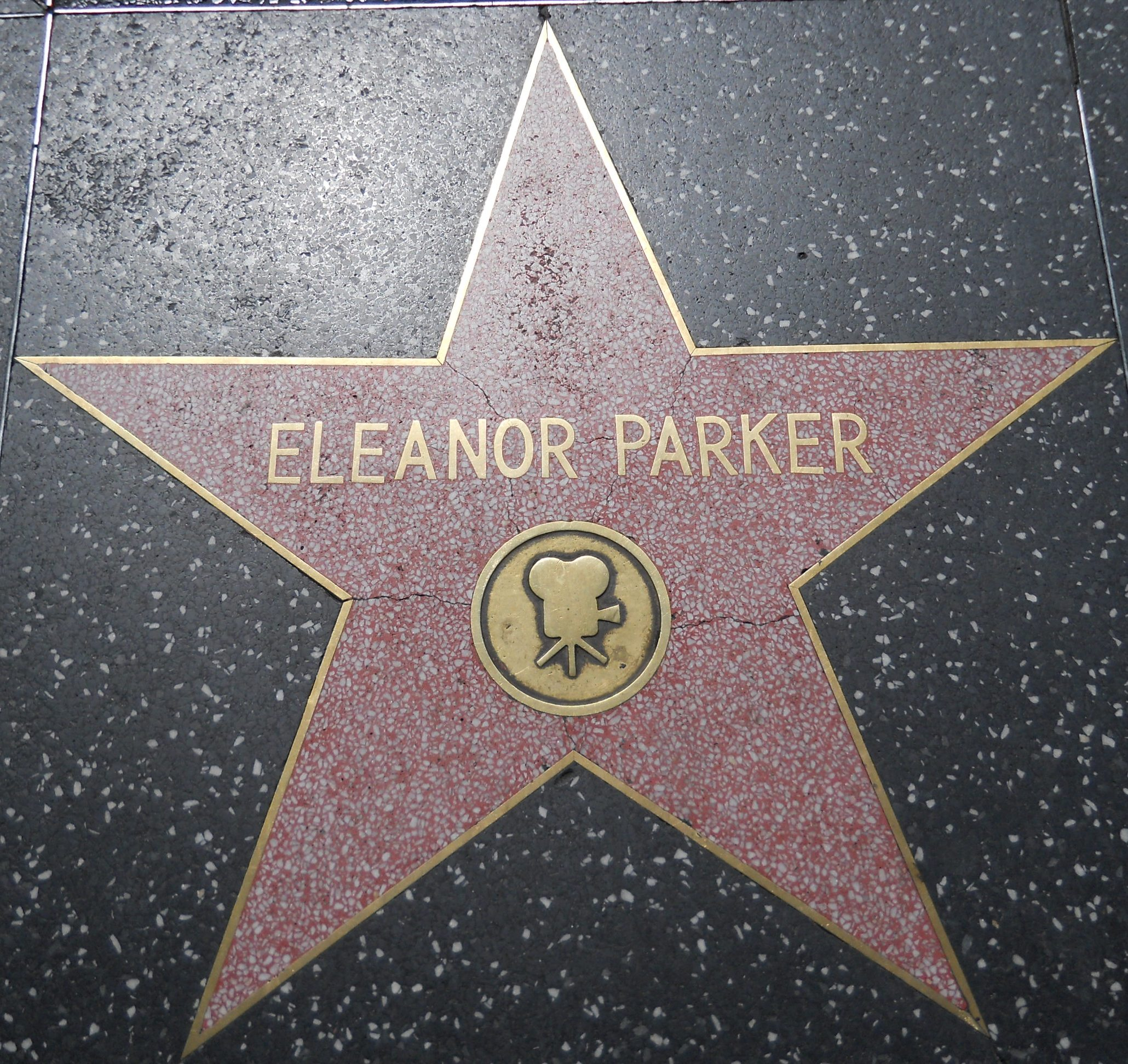

- هانس برینکر یا اسکیت‌های نقره‌ای (۱۹۶۹)
- هاوایی فایو-او (۱۹۷۸)
- آفتاب‌سوختگی (۱۹۷۹)